# Jamiroquai/Diskografie
Diese Diskografie ist eine Übersicht über die musikalischen Werke der britischen Acid-Jazz-Musikgruppe Jamiroquai. Den Schallplattenauszeichnungen zufolge hat sie bisher mehr als 15,3 Millionen Tonträger verkauft, davon alleine in ihrer Heimat über 6,4 Millionen. Ihre erfolgreichste Veröffentlichung ist das Album Travelling Without Moving mit über fünf Millionen verkauften Einheiten.

## Alben

### Studioalben
| Jahr | Titel                          | Höchstplatzierung, Gesamtwochen, AuszeichnungChartplatzierungen (Jahr, Titel, Platzierungen, Wochen, Auszeichnungen, Anmerkungen) | Höchstplatzierung, Gesamtwochen, AuszeichnungChartplatzierungen (Jahr, Titel, Platzierungen, Wochen, Auszeichnungen, Anmerkungen) | Höchstplatzierung, Gesamtwochen, AuszeichnungChartplatzierungen (Jahr, Titel, Platzierungen, Wochen, Auszeichnungen, Anmerkungen) | Höchstplatzierung, Gesamtwochen, AuszeichnungChartplatzierungen (Jahr, Titel, Platzierungen, Wochen, Auszeichnungen, Anmerkungen) | Höchstplatzierung, Gesamtwochen, AuszeichnungChartplatzierungen (Jahr, Titel, Platzierungen, Wochen, Auszeichnungen, Anmerkungen) | Anmerkungen                                                   |
| Jahr | Titel                          | DE | AT | CH | UK | US | Anmerkungen                                                   |
| ---- | ------------------------------ | --- | --- | --- | --- | --- | ------------------------------------------------------------- |
| 1993 | Emergency on Planet Earth      | DE17 (19 Wo.)DE | AT11 (15 Wo.)AT | CH5 Gold · (19 Wo.)CH | UK1 Platin · (36 Wo.)UK | — | Erstveröffentlichung: 17. Mai 1993 Verkäufe: + 882.500        |
| 1994 | The Return of the Space Cowboy | DE37 (9 Wo.)DE | AT22 (6 Wo.)AT | CH9 Gold · (19 Wo.)CH | UK2 Platin · (42 Wo.)UK | — | Erstveröffentlichung: 17. Oktober 1994 Verkäufe: + 865.000    |
| 1996 | Travelling Without Moving      | DE9 Gold · (53 Wo.)DE | AT9 Gold · (16 Wo.)AT | CH3 Platin · (28 Wo.)CH | UK2 ×4Vierfachplatin · (95 Wo.)UK                                                                                                 | US24 Platin · (62 Wo.)US | Erstveröffentlichung: 9. September 1996 Verkäufe: + 5.075.000 |
| 1999 | Synkronized                    | DE1 Gold · (22 Wo.)DE | AT2 (12 Wo.)AT | CH2 Platin · (21 Wo.)CH | UK1 Platin · (40 Wo.)UK | US28 (11 Wo.)US | Erstveröffentlichung: 8. Juni 1999 Verkäufe: + 1.892.500      |
| 2001 | A Funk Odyssey                 | DE2 Gold · (21 Wo.)DE | AT4 (10 Wo.)AT | CH1 Platin · (42 Wo.)CH | UK1 ×2Doppelplatin · (51 Wo.)UK                                                                                                   | US44 (6 Wo.)US | Erstveröffentlichung: 3. September 2001 Verkäufe: + 1.487.500 |
| 2005 | Dynamite                       | DE6 (16 Wo.)DE | AT10 (17 Wo.)AT | CH3 Gold · (17 Wo.)CH | UK3 Platin · (23 Wo.)UK | US145 (2 Wo.)US | Erstveröffentlichung: 20. Juni 2005 Verkäufe: + 470.000       |
| 2010 | Rock Dust Light Star           | DE7 (12 Wo.)DE | AT6 (7 Wo.)AT | CH2 Gold · (19 Wo.)CH | UK7 Gold · (6 Wo.)UK | — | Erstveröffentlichung: 29. Oktober 2010 Verkäufe: + 215.000    |
| 2017 | Automaton                      | DE5 (7 Wo.)DE | AT6 (6 Wo.)AT | CH2 (16 Wo.)CH | UK4 Silber · (8 Wo.)UK | US94 (1 Wo.)US | Erstveröffentlichung: 31. März 2017 Verkäufe: + 60.000        |

### Livealben
- 1998: JAZZiroquai

### Kompilationen
| Jahr | Titel                         | Höchstplatzierung, Gesamtwochen, AuszeichnungChartplatzierungen (Jahr, Titel, Platzierungen, Wochen, Auszeichnungen, Anmerkungen) | Höchstplatzierung, Gesamtwochen, AuszeichnungChartplatzierungen (Jahr, Titel, Platzierungen, Wochen, Auszeichnungen, Anmerkungen) | Höchstplatzierung, Gesamtwochen, AuszeichnungChartplatzierungen (Jahr, Titel, Platzierungen, Wochen, Auszeichnungen, Anmerkungen) | Höchstplatzierung, Gesamtwochen, AuszeichnungChartplatzierungen (Jahr, Titel, Platzierungen, Wochen, Auszeichnungen, Anmerkungen) | Höchstplatzierung, Gesamtwochen, AuszeichnungChartplatzierungen (Jahr, Titel, Platzierungen, Wochen, Auszeichnungen, Anmerkungen) | Anmerkungen                                                  |
| Jahr | Titel                         | DE | AT | CH | UK | US | Anmerkungen                                                  |
| ---- | ----------------------------- | --- | --- | --- | --- | --- | ------------------------------------------------------------ |
| 2006 | High Times: Singles 1992–2006 | DE33 Gold · (6 Wo.)DE | AT23 (4 Wo.)AT | CH1 Gold · (16 Wo.)CH | UK1 ×3Dreifachplatin · (47 Wo.)UK                                                                                                 | — | Erstveröffentlichung: 3. November 2006 Verkäufe: + 1.522.500 |

### Remixalben
- 1996: Jay’s Selection
- 1999: 1999 Remixes

## Singles
| Jahr | Titel Album                                                  | Höchstplatzierung, Gesamtwochen, AuszeichnungChartplatzierungen (Jahr, Titel, Album, Platzierungen, Wochen, Auszeichnungen, Anmerkungen) | Höchstplatzierung, Gesamtwochen, AuszeichnungChartplatzierungen (Jahr, Titel, Album, Platzierungen, Wochen, Auszeichnungen, Anmerkungen) | Höchstplatzierung, Gesamtwochen, AuszeichnungChartplatzierungen (Jahr, Titel, Album, Platzierungen, Wochen, Auszeichnungen, Anmerkungen) | Höchstplatzierung, Gesamtwochen, AuszeichnungChartplatzierungen (Jahr, Titel, Album, Platzierungen, Wochen, Auszeichnungen, Anmerkungen) | Höchstplatzierung, Gesamtwochen, AuszeichnungChartplatzierungen (Jahr, Titel, Album, Platzierungen, Wochen, Auszeichnungen, Anmerkungen) | Anmerkungen                                                  |
| Jahr | Titel Album                                                  | DE | AT | CH | UK | US | Anmerkungen                                                  |
| ---- | ------------------------------------------------------------ | --- | --- | --- | --- | --- | ------------------------------------------------------------ |
| 1992 | When You Gonna Learn Emergency on Planet Earth               | — | — | — | UK28 (6 Wo.)UK | — | Erstveröffentlichung: 12. Oktober 1992                       |
| 1993 | Too Young to Die Emergency on Planet Earth                   | — | — | CH21 (14 Wo.)CH | UK10 (7 Wo.)UK | — | Erstveröffentlichung: 1. März 1993                           |
| 1993 | Blow Your Mind Emergency on Planet Earth                     | DE33 (11 Wo.)DE | — | — | UK12 (6 Wo.)UK | — | Erstveröffentlichung: 24. Mai 1993                           |
| 1993 | Emergency on Planet Earth                                    | — | — | — | UK32 (3 Wo.)UK | — | Erstveröffentlichung: 2. August 1993                         |
| 1994 | Space Cowboy Return of the Space Cowboy                      | — | — | CH28 (7 Wo.)CH | UK17 Platin · (8 Wo.)UK | — | Erstveröffentlichung: 26. September 1994 Verkäufe: + 600.000 |
| 1994 | Half the Man Return of the Space Cowboy                      | — | — | — | UK15 (8 Wo.)UK | — | Erstveröffentlichung: 7. November 1994                       |
| 1995 | Stillness in Time Return of the Space Cowboy                 | — | — | — | UK9 (5 Wo.)UK | — | Erstveröffentlichung: 19. Juni 1995                          |
| 1996 | Do U Know Were You’re Coming From Return of the Space Cowboy | — | — | CH49 (3 Wo.)CH | UK12 (7 Wo.)UK | — | Erstveröffentlichung: 20. Mai 1996 feat. M-Beat              |
| 1996 | Virtual Insanity Travelling Without Moving                   | DE63 (14 Wo.)DE | — | CH19 (18 Wo.)CH | UK3 Platin · (11 Wo.)UK | — | Erstveröffentlichung: 19. August 1996 Verkäufe: + 755.000    |
| 1996 | Cosmic Girl Travelling Without Moving                        | DE55 (9 Wo.)DE | — | — | UK6 Gold · (12 Wo.)UK | — | Erstveröffentlichung: 25. November 1996 Verkäufe: + 400.000  |
| 1997 | Alright Travelling Without Moving                            | DE98 (2 Wo.)DE | — | — | UK6 (6 Wo.)UK | US78 (8 Wo.)US | Erstveröffentlichung: 28. April 1997                         |
| 1997 | High Times Travelling Without Moving                         | — | — | — | UK20 (7 Wo.)UK | — | Erstveröffentlichung: 1. Dezember 1997                       |
| 1998 | Deeper Underground Synkronized                               | DE30 (12 Wo.)DE | AT28 (5 Wo.)AT | CH9 (18 Wo.)CH | UK1 Silber · (12 Wo.)UK | — | Erstveröffentlichung: 13. Juli 1998 Verkäufe: + 200.000      |
| 1999 | Canned Heat Synkronized                                      | DE28 (9 Wo.)DE | — | CH9 (13 Wo.)CH | UK4 (12 Wo.)UK | — | Erstveröffentlichung: 21. Mai 1999                           |
| 1999 | Supersonic Synkronized                                       | — | — | — | UK22 (6 Wo.)UK | — | Erstveröffentlichung: 13. September 1999                     |
| 1999 | King for a Day Synkronized                                   | — | — | CH51 (9 Wo.)CH | UK20 (8 Wo.)UK | — | Erstveröffentlichung: 29. November 1999                      |
| 2001 | I’m in the Mood for Love –                                   | — | — | — | UK29 (3 Wo.)UK | — | Erstveröffentlichung: 24. Februar 2001 mit Jools Holland     |
| 2001 | Little L A Funk Odyssey                                      | DE50 (8 Wo.)DE | AT53 (8 Wo.)AT | CH14 (16 Wo.)CH | UK5 Gold · (11 Wo.)UK | — | Erstveröffentlichung: 13. August 2001 Verkäufe: + 415.000    |
| 2001 | You Give Me Something A Funk Odyssey                         | — | — | CH61 (10 Wo.)CH | UK16 (11 Wo.)UK | — | Erstveröffentlichung: 18. November 2001                      |
| 2002 | Love Foolosophy A Funk Odyssey                               | DE82 (3 Wo.)DE | — | CH32 (10 Wo.)CH | UK14 Silber · (6 Wo.)UK | — | Erstveröffentlichung: 25. Februar 2002 Verkäufe: + 200.000   |
| 2002 | Corner of the Earth A Funk Odyssey                           | — | — | CH94 (2 Wo.)CH | UK31 (3 Wo.)UK | — | Erstveröffentlichung: 8. Juli 2002                           |
| 2005 | Feels Just Like It Should Dynamite                           | DE69 (3 Wo.)DE | AT71 (1 Wo.)AT | CH33 (10 Wo.)CH | UK8 (12 Wo.)UK | — | Erstveröffentlichung: 6. Juni 2005                           |
| 2005 | Seven Days in Sunny June Dynamite                            | DE78 (7 Wo.)DE | — | CH79 (5 Wo.)CH | UK14 Silber · (5 Wo.)UK | — | Erstveröffentlichung: 15. August 2005                        |
| 2005 | (Don’t) Give Hate a Chance Dynamite                          | DE93 (3 Wo.)DE | — | CH82 (1 Wo.)CH | UK27 (3 Wo.)UK | — | Erstveröffentlichung: 7. November 2005                       |
| 2006 | Runaway High Times: Singles 1992–2006                        | — | — | CH12 (9 Wo.)CH | UK18 (5 Wo.)UK | — | Erstveröffentlichung: 27. Oktober 2006                       |
| 2010 | White Knuckle Ride Rock Dust Light Star                      | DE49 (3 Wo.)DE | AT37 (1 Wo.)AT | CH20 (11 Wo.)CH | UK39 (2 Wo.)UK | — | Erstveröffentlichung: 30. August 2010 Verkäufe: + 15.000     |
| 2010 | Blue Skies Rock Dust Light Star                              | — | — | — | UK76 (1 Wo.)UK | — | Erstveröffentlichung: 1. November 2010                       |
| 2017 | Automaton                                                    | — | — | — | — | — | Erstveröffentlichung: 3. Februar 2017                        |
| 2017 | Cloud 9 Automaton                                            | — | — | CH80 (1 Wo.)CH | — | — | Erstveröffentlichung: 10. Februar 2017                       |
| 2017 | Superfresh Automaton                                         | — | — | — | — | — | Erstveröffentlichung: 30. Juni 2017                          |

## Videoalben
- 2002: Corner of the Earth
- 2002: Live in Verona (Verkäufe: + 82.000)
- 2006: High Times: Singles 1992–2006
- 2007: Jamiroquai – Live at Montreux 2003

## Promoveröffentlichungen
| Jahr | Titel        | Anmerkungen                            |
| ---- | ------------ | -------------------------------------- |
| 1997 | In Store Jam | Erstveröffentlichung: 1997 Kompilation |

| Jahr | Titel Album                                | Anmerkungen                            |
| ---- | ------------------------------------------ | -------------------------------------- |
| 1995 | Light Years The Return of the Space Cowboy | Erstveröffentlichung: 1995             |
| 2011 | Lifeline Rock Dust Light Star              | Erstveröffentlichung: 28. Februar 2011 |

## Statistik

### Chartauswertung
|                     | DE    | AT    | CH    | UK    | US    |
| ------------------- | ----- | ----- | ----- | ----- | ----- |
| Nummer-eins-Alben   | DE1DE | AT—AT | CH2CH | UK4UK | US—US |
| Top-10-Alben        | DE6DE | AT6AT | CH9CH | UK9UK | US—US |
| Alben in den Charts | DE9DE | AT9AT | CH9CH | UK9UK | US5US |

|                       | DE     | AT    | CH     | UK     | US    |
| --------------------- | ------ | ----- | ------ | ------ | ----- |
| Nummer-eins-Singles   | DE—DE  | AT—AT | CH—CH  | UK1UK  | US—US |
| Top-10-Singles        | DE—DE  | AT—AT | CH2CH  | UK9UK  | US—US |
| Singles in den Charts | DE12DE | AT4AT | CH17CH | UK27UK | US1US |

### Auszeichnungen für Musikverkäufe
| Goldene Schallplatte - Australien - 1999: für das Album Synkronized - 2005: für das Album Dynamite - Belgien - 1999: für das Album Synkronized - 2001: für das Album A Funk Odyssey - 2007: für das Album High Times: Singles 1992–2006 - Europa - 1995: für das Album The Return of the Space Cowboy - Frankreich - 2006: für das Album High Times: Singles 1992–2006 - Irland - 2005: für das Album Dynamite - Italien - 2012: für die Single White Knuckle Ride - 2019: für die Single Virtual Insanity - Japan - 2005: für das Album Dynamite - 2010: für die Single Virtual Insanity (Mobile Downloads) - Kanada - 1999: für das Album Synkronized - Neuseeland - 1993: für das Album Emergency on Planet Earth - 1999: für das Album Synkronized - 2002: für das Album A Funk Odyssey - 2005: für das Album Dynamite - 2023: für das Album High Times: Singles 1992–2006 - 2024: für die Single Little L - Niederlande - 1997: für das Album Emergency on Planet Earth - 1999: für das Album Synkronized - 2000: für das Album The Return of the Space Cowboy - 2001: für das Album A Funk Odyssey - Polen - 1998: für das Album Travelling Without Moving - 2011: für das Album Rock Dust Light Star - Portugal - 2004: für das Videoalbum Live in Verona - Russland - 2006: für das Album High Times: Singles 1992–2006 - 2010: für das Album Rock Dust Light Star - Spanien - 1997: für das Album Travelling Without Moving - 1999: für das Album Synkronized - 2001: für das Album A Funk Odyssey - 2024: für die Single Virtual Insanity | Platin-Schallplatte - Argentinien - 1996: für das Album Travelling Without Moving - 2003: für das Videoalbum Live in Verona - Australien - 1997: für das Album Travelling Without Moving - 2007: für das Album High Times: Singles 1992–2006 - Belgien - 1997: für das Album Travelling Without Moving - Europa - 1999: für das Album Synkronized - 2001: für das Album A Funk Odyssey - Frankreich - 1997: für das Album Emergency on Planet Earth - 2000: für das Album Synkronized - 2002: für das Album The Return of the Space Cowboy - 2003: für das Album A Funk Odyssey - Irland - 2006: für das Album High Times: Singles 1992–2006 - Italien - 2001: für das Album A Funk Odyssey - 2013: für das Album Rock Dust Light Star - 2020: für das Album High Times: Singles 1992–2006 - Japan - 1998: für das Album Emergency on Planet Earth - 1999: für das Album The Return of the Space Cowboy - 2001: für das Album A Funk Odyssey - 2010: für das Album High Times: Singles 1992–2006 - Niederlande - 1997: für das Album Travelling Without Moving - Portugal - 2010: für das Album Rock Dust Light Star | 2× Platin-Schallplatte - Australien - 2006: für das Videoalbum Live in Verona - Frankreich - 1999: für das Album Travelling Without Moving - 2003: für das Videoalbum Live in Verona - Italien - 1997: für das Album Travelling Without Moving 3× Platin-Schallplatte - Europa - 2000: für das Album Travelling Without Moving - Japan - 1997: für das Album Travelling Without Moving - Kanada - 1998: für das Album Travelling Without Moving - Neuseeland - 1998: für das Album Travelling Without Moving 4× Platin-Schallplatte - Australien - 2002: für das Album A Funk Odyssey - Japan - 1999: für das Album Synkronized |

Anmerkung: Auszeichnungen in Ländern aus den Charttabellen bzw. Chartboxen sind in ebendiesen zu finden.
| Land/RegionAuszeichnungen für Musikverkäufe (Land/Region, Auszeichnungen, Verkäufe, Quellen) | Silber     | Gold       | Platin       | Verkäufe    | Quellen                           |
| -------------------------------------------------------------------------------------------- | ---------- | ---------- | ------------ | ----------- | --------------------------------- |
| Argentinien (CAPIF)                                                                          | —          | —          | 2× Platin2   | 68.000      | capif.org.ar                      |
| Australien (ARIA)                                                                            | —          | 2× Gold2   | 8× Platin8   | 520.000     | aria.com.au                       |
| Belgien (BRMA)                                                                               | —          | 3× Gold3   | Platin1      | 125.000     | ultratop.be                       |
| Deutschland (BVMI)                                                                           | —          | 4× Gold4   | —            | 750.000     | musikindustrie.de                 |
| Europa (IFPI)                                                                                | —          | Gold1      | 5× Platin5   | (5.500.000) | ifpi.org                          |
| Frankreich (SNEP)                                                                            | —          | Gold1      | 8× Platin8   | 1.915.000   | infodisc.fr snepmusique.com       |
| Irland (IRMA)                                                                                | —          | Gold1      | Platin1      | 22.500      | irishcharts.ie                    |
| Italien (FIMI)                                                                               | —          | 2× Gold2   | 5× Platin5   | 450.000     | fimi.it                           |
| Japan (RIAJ)                                                                                 | —          | 2× Gold2   | 11× Platin11 | 2.450.000   | riaj.or.jp JP2                    |
| Kanada (MC)                                                                                  | —          | Gold1      | 3× Platin3   | 105.000     | musiccanada.com                   |
| Neuseeland (RMNZ)                                                                            | —          | 6× Gold6   | 3× Platin3   | 97.500      | aotearoamusiccharts.co.nz NZ2 NZ3 |
| Niederlande (NVPI)                                                                           | —          | 4× Gold4   | Platin1      | 280.000     | nvpi.nl                           |
| Österreich (IFPI)                                                                            | —          | Gold1      | —            | 25.000      | ifpi.at                           |
| Polen (ZPAV)                                                                                 | —          | 2× Gold2   | —            | 60.000      | olis.pl                           |
| Portugal (AFP)                                                                               | —          | Gold1      | Platin1      | 24.000      | Einzelnachweise                   |
| Russland (NFPF)                                                                              | —          | 2× Gold2   | —            | 20.000      | 2m-online.ru                      |
| Schweiz (IFPI)                                                                               | —          | 5× Gold5   | 3× Platin3   | 240.000     | hitparade.ch CH2                  |
| Spanien (Promusicae)                                                                         | —          | 4× Gold4   | —            | 180.000     | elportaldemusica.es               |
| Vereinigte Staaten (RIAA)                                                                    | —          | —          | Platin1      | 1.000.000   | riaa.com                          |
| Vereinigtes Königreich (BPI)                                                                 | 4× Silber4 | 3× Gold3   | 15× Platin15 | 6.660.000   | bpi.co.uk                         |
| Insgesamt                                                                                    | 4× Silber4 | 45× Gold45 | 68× Platin68 |             |                                   |